# Громадник чорноголовий
Громадник чорноголовий (Pseudonigrita cabanisi) — вид горобцеподібних птахів родини ткачикових (Ploceidae).

## Назва
Назва виду cabanisi дано на честь німецького орнітолога Жана Кабаніса (1816—1906).

## Поширення
Він досить поширений в Східній Африці. Мешкає у саванах з колючими чагарниками від Ефіопії до південно-західного Сомалі, Кенії та північно-східної Танзанії.

## Опис
Птах має довжину 13 см і важить 18–24 г. Дорослі птахи мають велику та чітко відмежовану чорну шапку, яка тягнеться від отвору дзьоба через маківку до шиї, а також охоплює ділянку навколо очей і вух. Шия, плечі, крила і круп рівномірно коричневі. Хвіст чорно-бурий. Горло, боки шиї, груди, живіт і підхвістя білі. Посередині черева проходить добре помітна вузька поздовжня чорна смуга. Деякі чорні пір'я також позначають бічні частини грудей, але їх часто важко побачити, оскільки вони можуть частково або повністю прикриватися крилами. Ноги темно-сірого кольору. Дзьоб кольору слонової кістки. Очі яскраво-червоні.